# خویشاوندان سببی (مجموعه تلویزیونی)
خویشاوندان سببی (لهستانی: Teściowie) یک مجموعهٔ تلویزیونی کمدی لهستانی است که در سال ۲۰۲۳ منتشر شد.

## گزیدهٔ بازیگران
- یولیا وینیاوا
- سزاری پازورا
- یوآنا کوروفسکا
- سزاری کوشینسکی
- یولانتا فراشینسکا
- اِوا سِـروا
- پاوئو واوژتسکی
- پیوتر گونسافکی
- ماگدالنا وویچیک
- ماوگوژاتا روژنیاتوفسکا
- کشیشتف تینیـِتس